# Aleuroclava nitidus
Aleuroclava nitidus là một loài côn trùng cánh nửa trong họ Aleyrodidae, phân họ Aleyrodinae.
Aleuroclava nitidus được Singh miêu tả khoa học đầu tiên năm 1932.